# Bernitt
Bernitt – miejscowość i gmina w Niemczech, w kraju związkowym Meklemburgia-Pomorze Przednie, w powiecie Rostock, wchodzi w skład urzędu Bützow Land.
Dzielnice:
- Glambeck
- Göllin
- Hermannshagen
- Jabelitz
- Käterhagen
- Neu Käterhagen
- Kurzen Trechow
- Langen Trechow
- Moisall
- Neu Bernitt
- Schlemmin
- Viezen

## Współpraca
Dzielnica Göllin współpracuje z gminą Bünsdorf w Szlezwiku-Holsztynie.